# Grande Pustaha

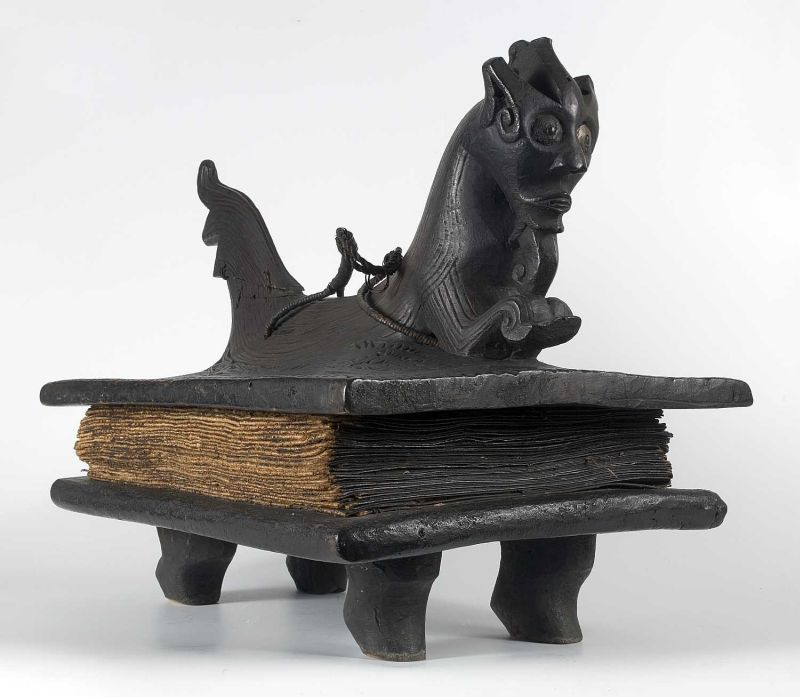
O Grande Pustaha, o mais antigo pustaha ainda existente e provavelmente o maior pustaha já construído.

Grande Pustaha (em holandês: de Grote Pustaha) é um pustaha (livro mágico de Batak) exibido no Tropenmuseum de Amsterdã. O nome refere-se ao maior pustaha que foi mantido no museu. O nome oficial para o livro é simplesmente "pustaha", mas para o propósito de distinção, o pustaha é chamado de Grande Pustaha.
O Grande Pustaha está entre os 150 pustahas mantidos no Tropenmuseum. Escrito por nove gerações de magos datus, o pustaha está entre os mais antigos pustahas do mundo. É também o maior pustaha do mundo, atingindo a altura de 42 centímetros se fechado. O Grande Pustaha está em exibição no museu quase permanentemente desde o início. Em 1923, antes de Tropenmuseum ser oficialmente inaugurado, os visitantes puderam visitar a Exposição de Aniversário dos 25 anos de reinado da rainha Guilhermina em 1923. Enquanto a maioria do museu ainda estava em construção, objetos eram exibidos nas mesas das galerias do museu, incluindo o Grande Pustaha.

## Forma
Se fechado, o pustaha assume a forma de uma besta em pé sobre seus quatro cascos. O painel superior é encimado por uma representação esculpida do animal semelhante à serpente com a cabeça de um singa. No painel inferior há quatro pernas ou cascos. Achim Sibeth, autor de The Batak, comentou que o animal é a representação do Naga Padoha, uma serpente da água primordial que governa o submundo. Um mito da criação de Batak contou que, em tempos primordiais, quando o mundo era todo oceano, a serpente sacudia a areia do leito do oceano para criar as primeiras ilhas que criavam as ilhas da Indonésia. Outro especialista acha que a figura representa o singa. A palavra singa, emprestada do sânscrito singa que significa "leão", remonta à época do primeiro contato com os comerciantes hindus na região sul de Batak. Na cultura Batak, no entanto, o singa é uma criatura mítica relacionada à serpente feminina. Um exemplo da representação do singa pode ser encontrado em uma cabeça de animal de madeira coletada por
Tassilo Adam, um plantador alemão e entusiasta da cultura Batak Toba.
Entre os painéis da capa estão as páginas do pustaha, dobradas como o livro de música usada em um órgão mecânico de rua. As 56 páginas são feitas da casca do pau-de-águila (Aquilaria malaccensis). A página da casca atinge 17 metros de comprimento se desdobrada. A tinta é feita de uma mistura de resina de árvore fervida e outros ingredientes. Espetos de bambu, chifre de búfalo ou o grão de uma folha de palmeira são usados para a escrita. O Grande Pustaha contém descrições de todos os tipos de feitiços e encantamentos necessários ao chefe datu. Exemplos de fórmulas no pustaha são fórmulas para destruir outras aldeias; fórmulsa para eliminar oponentes; inspirar amor; histórias sobre a criação do mundo.